# Sortmundet kutling
Sortmundet kutling (Neogobius melanostomus) (Pallas) er en lille bundlevende fiskeart, som oprindeligt kommer fra Sortehavsområdet. Den blev første gang set i Danmark i 2008 og har siden spredt sig langs de kystnære områder, i de sydlige danske farvande. Den formerer sig med en foruroligende hast, hvorved den er blevet en alvorlig trussel for ikke mindst rejefiskeriet. 

## Udbredelse
Sortmundet kutling er oprindeligt hjemmehørende i Sortehavet og det Kaspiske Hav.

### Østersøen
Sortmundet kutling blev fundet i Gdansk-bugten i Østersøen først i 1990, hvortil den formodes at være bragt med ballastvand i skibe. Derfra har den hurtigt bredt sig. Sortmundet kutling blev første gang fanget i Danmark i 2008, og antallet er øget kraftigt siden, bl.a. i Guldborg Sund. Den har også bredt sig til ferskvand. Første danske ferskvandsfund var i 2010 i  Sørup Å på Falster. Den sortmundet kutling har en høj salinitet og temperatur tolerance, samtidig er den meget territorial, hvilket gør den meget konkurrencedygtig - udkonkurrerer hjemmeboende arter (især fladfisk) ift. føde og yngleplads.. Disse faktorer gør at fisken har et stort spredningspotentiale, hvilket kan have negativ effekt på økosystemer. Nyere undersøgelser viser dog at den er blevet en vigtigt fødekilde for større fisk, heriblandt torsk, som spiser fisken når den svømmer ud på dybere vand om vinteren.   

### Nordamerika
Sortmundet kutling er også kommet til de Store Søer i Nordamerika. Den første observation var 1990, og den breder sig også voldsomt der.

## Spisefisk
Kutlingen er en udmærket spisefisk og kan således udgøre en ny fangst for danske fiskere.